# Senegambia y Níger
Senegambia y Níger fue una unidad administrativa de corta duración de las posesiones coloniales del África Occidental Francesa, en la región de los actuales Níger, Malí y Senegal.
Se formó en 1902 y se reorganizó en 1904 en el Alto Senegal y Níger.

## Administración
El decreto del 1 de octubre de 1902 reagrupaba los países del protectorado anteriormente dependientes de Senegal y los territorios del Alto Senegal y el Medio Níger en una nueva unidad administrativa y financiera, bajo el nombre de Territorio de Senegambia y Níger. Este territorio es administrado directamente por el gobernador general.

## Estampillas
A pesar de su corta existencia, el gobierno francés aún logró emitir sellos postales para la unidad administrativa, en forma de una versión de su serie Navegación y comercio, inscrito "SENEGAMBIE / ET NÍGER".